# جائزة المحتوى المحلي
جائزة المحتوى المحلي جائزة سعودية تنظمها هيئة المحتوى المحلي والمشتريات الحكومية انطلقت عام 2022، وتستهدف الجائزة تحفيز القطاعين العام والخاص والموردين والشركات لزيادة المحتوى المحلي في مختلف القطاعات، وتطوير أدائها في تنفيذ العقود والمشاريع؛ و"تعزيز الإمكانات المحلية وتعظيم الفائدة من القوة الشرائية الوطنية، لبناء اقتصاد قوي ومستدام".

## أهداف الجائزة
- الإسهام والمشاركة في تنمية المحتوى المحلي وتعزيز الالتزام بمتطلباته.
- رفع الوعي العام حول آليات المحتوى المحلي.
- توسيع قاعدة بيانات المحتوى المحلي في مختلف القطاعات.[4]

## مسارات الجائزة
1. مسار الجهات الحكومية: يتضمن جائزة واحدة تحت مسمى "جائزة التميز بالالتزام بمتطلبات المحتوى المحلي"،  مقسمة إلى فئتين بحسب إنفاق الجهة الحكومية (الجهات ذات الإنفاق الأعلى، والجهات ذات الإنفاق المتوسط والمنخفض).
2. مسار منشآت القطاع الخاص: يتضمن جائزة رئيسية تحت مسمى "جائزة التميز في المحتوى المحلي" وبالإضافة إلى الجائزة الرئيسية يتم منح ثلاث شهادات أخرى للتميز للمسارات الثلاثة التالية: شهادة التميز في تمكين الطاقات الوطنية، وشهادة التميز في المحتوى المحلي للبحث والتطوير، وشهادة التميز في الاعتماد على سلاسل الإمداد الوطنية.
3. مسار الأفراد: يتضمن جائزة تحت مسمى "جائزة النجاح"، يتم تقديمها لقصص النجاح للخدمات والمنتجات التي تحفز الابتكار في المحتوى المحلي، تمنح لثلاثة فائزين.[5]

## التاريخ

### النسخة الأولى 2022
تجاوز عدد المسجلين في النسخة الأولى 700 مسجّل، وانطبقت الشروط والمعايير على أكثر من 247 متنافساً، من بينهم 130 متنافساً في مسار الجهات الحكومية، و69 في مسار منشآت القطاع الخاص، و48 متنافساً في مسار الأفراد. وقد كرّمت هيئة المحتوى المحلي والمشتريات الحكومية 18 فائزاً في المسارات الثلاثة لجائزة المحتوى المحلي .